# Il cerchio di pietre
Il cerchio di pietre (Voyager) è un romanzo scritto da Diana Gabaldon ed è uscito nel 1994. Costituisce la prima parte di Voyager, il terzo volume della serie di Outlander, su cui si è basata la terza stagione della serie televisiva omonima andata in onda nel 2017.

## Trama
Scozia, 1746. Jamie si risveglia sul campo di Culloden gravemente ferito a una gamba, ma non morto come sperava. Catturato dagli inglesi, viene condannato alla fucilazione insieme agli altri prigionieri, ma Lord Melton riconosce in lui l'uomo che risparmiò la vita a suo fratello e, costretto a rispettare il debito d'onore nei suoi confronti, decide di farlo tornare a Lallybroch. Jamie trascorre sette anni nascosto nelle grotte per sfuggire alle pattuglie inglesi che ancora cercano i traditori, finché nel 1752 si fa consegnare in modo che i fittavoli di Lallybroch possano intascare la taglia e sopravvivere. Imprigionato ad Ardsmuir, Jamie stringe un legame di amicizia con il sovrintendente del carcere, il maggiore John William Grey, che, quando quattro anni dopo la ristrutturazione di Ardsmuir viene completata, gli trova un posto come stalliere a Helwater, una magione nella regione inglese dei laghi di proprietà di Lord Dunsany, invece che imbarcarlo per l'America come gli altri. A Helwater Jamie attira l'attenzione della figlia diciassettenne dell'uomo, la capricciosa Lady Ginevra, che gli chiede di passare la notte con lei prima che si sposi con un uomo molto anziano, il Conte di Ellesmere. La ragazza rimane incinta e a gennaio del 1758 partorisce un maschio, William, che tutti credono essere figlio del Conte di Ellesmere. Dopo aver ottenuto la grazia nel 1764, Jamie lascia Helwater, anche perché la somiglianza con William sta diventando evidente.
Intanto, nel 1968, Claire, Brianna e Roger ricostruiscono le vicende principali della vita di Jamie dopo Culloden, riuscendo infine a scoprire che nel 1765 era ancora vivo e viveva a Edimburgo come tipografo, usando il nome Alexander Malcolm; quindi, a Halloween Claire attraversa il cerchio di pietre, finendo nel 1766, dove si ricongiunge con Jamie e con il resto della famiglia Fraser, dopo aver scoperto che Jamie a Edimburgo effettua delle attività illecite di contrabbando insieme a Fergus, ormai quasi trentenne e il giovane Ian, ultimo figlio della sorella di Jamie. Il rapporto tra i due risulta essere difficile e pieno di ostacoli: venti anni di separazione hanno lasciato il loro segno, ma si riescono a ricongiungere soprattutto mediante la loro intesa sessuale e dal fatto che riescono ad essere sinceri tra di loro. Ma quando Claire scopre che nel frattempo Jamie ha sposato Laoghaire, decide di tornare nel presente, ma alla fine resta grazie all'intervento del giovane Ian; Jamie quindi le spiega di aver sposato Laoghaire di ritorno dall'Inghilterra perché lei era rimasta vedova e con delle bambine da sfamare, ma il loro matrimonio non è mai stato felice. Per lasciare Jamie, Laoghaire chiede un risarcimento pecuniario, quindi Jamie si reca su uno scoglio al largo di Coigach per recuperare alcuni gioielli da convertire in denaro in Francia. Poiché lo scoglio è raggiungibile solo a nuoto, Jamie lascia che sia il nipote Ian ad andare a recuperare il tesoro, ma il giovane viene rapito da alcuni marinai, che prelevano anche lo scrigno.

## Edizioni
- Il cerchio di pietre, Corbaccio, 2005,  p. 584, ISBN 978-8879727426.
- Il cerchio di pietre, TEA, 2008, ISBN 978-8850215584.